# Bad Staffelstein
Bad Staffelstein is een plaats in de Duitse deelstaat Beieren, gelegen in de Landkreis Lichtenfels. De stad telt 10.474 inwoners. Op het grondgebied van de stad liggen ook het klooster Banz, de basiliek Vierzehnheiligen en de Staffelberg met de resten van de Keltische stad Menosgada.

## Geografie
Bad Staffelstein heeft een oppervlakte van 99,39 km² en ligt in het zuiden van Duitsland.
Altenkunstadt ·
Bad Staffelstein ·
Burgkunstadt ·
Ebensfeld ·
Hochstadt am Main ·
Lichtenfels ·
Marktgraitz ·
Marktzeuln ·
Michelau in Oberfranken ·
Redwitz an der Rodach ·
Weismain